# Nadiya Myroniuk
Nadiya Mykolaivna Myroniuk –en ucraniano, Надія Миколаївна Миронюк– (Dovzhitsiya, URSS, 25 de marzo de 1984) es una deportista ucraniana que compitió en halterofilia.
Ganó cuatro medallas en el Campeonato Europeo de Halterofilia entre los años 2006 y 2014. Participó en los Juegos Olímpicos de Pekín 2008, ocupando el sexto lugar en la categoría de 75 kg.

## Palmarés internacional
| Campeonato Europeo | Campeonato Europeo     | Campeonato Europeo | Campeonato Europeo |
| Año                | Lugar                  | Medalla            | Categoría          |
| ------------------ | ---------------------- | ------------------ | ------------------ |
| 2006               | Władysławowo (Polonia) | Medalla de bronce  | 75 kg              |
| 2009               | Bucarest (Rumania)     | Medalla de bronce  | 75 kg              |
| 2013               | Tirana (Albania)       | Medalla de plata   | 69 kg              |
| 2014               | Tel Aviv (Israel)      | Medalla de plata   | 69 kg              |